# 김선희 (1969년)
김선희(1969년~)는 대한민국의 차관급 공무원이다. 2020년 8월 국가정보원 제3차장에 임명되었다.

## 경력
- 국가정보원 사이버정책처장
- 국가정보원 감사실장
- 국가정보원 정보교육원장
- 국가정보원 제3차장